# Ginekomastia
Ginekomastia, przerost sutka u mężczyzn (łac. gynaecomastia) – powiększenie się sutka u mężczyzny, w wyniku rozrostu tkanki gruczołowej, włóknistej i tłuszczowej. Gruczoł piersiowy ulega jednostronnemu lub obustronnemu powiększeniu, jest obrzmiały i może być bolesny. Ginekomastia spowodowana jest zaburzeniami hormonalnymi, najczęściej wskutek leczenia hormonalnego (leczenie raka stercza).

## Epidemiologia
Występuje w każdym wieku. Może być bolesna, charakteryzuje ją świąd i pieczenie.

## Ginekomastia fizjologiczna
Ginekomastia przejściowa, związana z okresem dojrzewania, spowodowana jest zwiększeniem stosunku wolnego estradiolu do testosteronu w osoczu i powinna samoistnie zaniknąć, zwykle w ciągu kilku miesięcy. Czasami jednak ginekomastia może się utrwalić, w związku z przerostem tkanki łącznej i tłuszczowej, stanowiąc poważny problem kosmetyczny i psychologiczny (dojrzewający chłopcy mogą przeżywać z tego powodu rozmaite rozterki, przestać wierzyć we własną męskość. Powstają kłopoty z rozbieraniem się w miejscu publicznym, unikają ćwiczeń na lekcji wychowania fizycznego).

## Ginekomastia patologiczna
Ginekomastia niefizjologiczna może być także spowodowana innymi przyczynami. Przyczyny ginekomastii patologicznej to m.in.:
- otyłość – wiąże się ze zwiększoną lokalnie aktywnością aromatazy, przekształcającej testosteron do estradiolu
- nadczynność tarczycy – wiąże się ze zwiększoną syntezą SHBG w wątrobie; białko to ma większe powinowactwo do testosteronu niż do estradiolu, przez co zmniejsza się frakcja wolnego testosteronu w osoczu
- choroby wątroby (marskość) – w związku ze zwolnieniem metabolizmu estrogenów i androgenów
- przewlekła niewydolność nerek – z tego samego powodu co marskość wątroby
- zespoły paranowotworowe
- nowotwór jądra lub inne guzy hormonalnie czynne (np. nadnercza)
- nadmierna wrażliwość gruczołu sutkowego na estrogeny
- działanie leków:
  - glikozydy naparstnicy
  - niektóre diuretyki o działaniu antyandrogenowym (przede wszystkim spironolakton)
  - agonisty receptorów 5-HT1A (np. buspiron)
  - antagonisty receptora H2 (ranitydyna)
  - inhibitory pompy protonowej (omeprazol)
  - inhibitory konwertazy angiotensyny (enalapril)
  - antagonisty kanału wapniowego (werapamil)
  - leki przeciwgrzybicze (ketokonazol)
- dziedziczność.

Być może palenie marihuany ma również wpływ na powstawanie ginekomastii.

## Leczenie ginekomastii

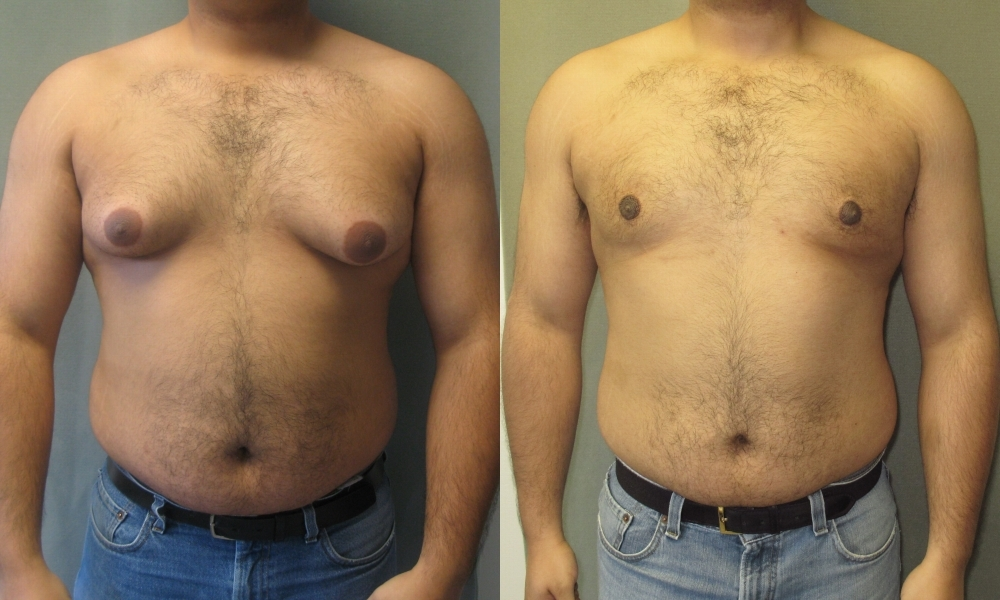
Ginekomastia obu sutków – przed zabiegiem i po nim.

Ginekomastia jest przypadłością, która leczona jest chirurgicznie, o ile pacjent nie posiada przeciwwskazań do wykonania zabiegu. Przeciwwskazaniami są m.in.: nadwaga, przyjmowanie anabolików, choroby sutka oraz choroby serca. Chirurgiczne leczenie ginekomastii niesie ze sobą ryzyko wystąpienia powikłań, można do nich zaliczyć: asymetrię piersi, zakrzepicę żył, zmiany czucia, martwicę tłuszczową, zakażenie oraz powikłania kardiologiczne. Przed przystąpieniem do zabiegu wykonywane jest badanie EKG w celu wykluczenia chorób układu krążenia. Co najmniej 4 tygodnie przed zabiegiem zaleca się zaprzestania palenia tytoniu oraz przyjmowania leków i suplementów diety rozrzedzających krew, np. aspiryny lub jej pochodnych. Przebieg zabiegu ginekomastii uzależniony jest od zastosowanej metody. Ginekomastie można usunąć przy pomocy liposukcji, chirurgicznego usunięcia tkanki gruczołowej wraz z nadmiarem skóry lub łącząc obie metody. Do aktywności po zabiegu powraca się po co najmniej tygodniu, w tym czasie piersi zabezpieczone są przy pomocy bandaży, w celu lepszego odprowadzenia płynów stosowane są dreny. Alternatywą dla chirurgicznej metody leczenia jest redukcja tkanki tłuszczowej poprzez dietę oraz aktywność fizyczną. Z jadłospisu należy wyeliminować pokarmy bogate w estrogen, jak np. soja oraz wprowadzić do jadłospisu składniki podnoszące poziom testosteronu np. o zwiększonej zawartości cynku.

## Różnicowanie
- rak sutka
- hiperprolaktynemia
- ginekomastia rzekoma, inaczej lipomastia lub steatomastia (przerost tkanki tłuszczowej sutka)